# 480-as évek
Évszázadok: 4. század – 5. század – 6. század
Évtizedek: 430-as évek – 440-es évek – 450-es évek – 460-as évek – 470-es évek – 480-as évek – 490-es évek – 500-as évek – 510-es évek – 520-as évek – 530-as évek
Évek: 480 481 482 483 484 485 486 487 488 489